# هيتوشي ماتسوموتو
هيتوشي ماتسوموتو (باليابانية: 松本 人志) هو ممثل كوميدي ياباني له شعبية كبيرة في اليابان ولعب دور البطولة في فيلم Big Man Japan في عام 2007.

## روابط خارجية
- هيتوشي ماتسوموتو على موقع IMDb (الإنجليزية)
- هيتوشي ماتسوموتو على موقع ألو سيني (الفرنسية)
- هيتوشي ماتسوموتو على موقع ميوزك برينز (الإنجليزية)
- هيتوشي ماتسوموتو على موقع أول موفي (الإنجليزية)
- هيتوشي ماتسوموتو على موقع قاعدة بيانات الأفلام السويدية (السويدية)
- هيتوشي ماتسوموتو على موقع ديسكوغز (الإنجليزية)
- هيتوشي ماتسوموتو على موقع قاعدة بيانات الفيلم (الإنجليزية)
- هيتوشي ماتسوموتو على موقع كينوبويسك (الروسية)